# ツインズ (映画)
『ツインズ』（Twins）は、1988年のアメリカ合衆国のコメディ映画。監督はアイヴァン・ライトマン、出演はアーノルド・シュワルツェネッガーとダニー・デヴィートなど。35年間別々に暮らしてきた似ても似つかぬ双子の兄弟の再会によって巻き起こる騒動を描いている。

## ストーリー
アメリカの政府施設では極秘実験が行われていた。それは6人のエリート男性の精液を混合し、それを美しく才能のある女性に受精させることで、肉体的・知能的に優れた人間をつくろうというもの。しかし、トラブルが発生。生まれたのは双子の兄弟だが、兄・ジュリアス（アーノルド・シュワルツェネッガー）は知能、運動神経、容姿、人柄共に超優秀人間、弟・ヴィンセント（ダニー・デヴィート）は兄に長所をすべてを取られた超ダメ人間であった。空港のある島まで40Kmもある孤島で研究の助手をしながら大人になったジュリアスはヴィンセントと再会し、母親を探す旅に出る。

## 登場人物
ジュリアス・ベネディクト
演 - アーノルド・シュワルツェネッガー
優れた能力を持つ人間。生まれてまもなくフィジー諸島に送り込まれ知識は本で会得して育った。非常に純粋で心優しく頭脳明晰で屈強な肉体の持ち主だが、外の世界を全く知らない世間知らずで、人を疑うことを知らない。故に童貞で、マーニーに誘われても当初は対応できなかった。アメリカへの飛行機で、初めて聴いたロックンロール（『ヤケティ・ヤック』）がお気に入りで、シャワー中も熱唱するほど。
終盤でヴィンセント社の経営を手伝う。
ヴィンセント・ベネディクト
演 - ダニー・デヴィート
ヴィンセント商会の経営者だが、実態は借金で倒産寸前であり、高級車を盗んで売り飛ばすケチな犯罪で小金を稼いでいる小悪党。幼少期は孤児院で育ったが、悪戯で放火する、尼僧に手を出す、さらに図書費を盗み孤児院を脱走した経歴がある問題児だった。
実験の失敗により、兄のジュリアスに全てを取られたようなダメ男で、ハゲで背が低く小太りな上にスケベでケチでいい加減な性格だが、社会の事情によく精通しており、ジュリアスに対して助言してみせるシーンもある。当初は突然やって来た兄を利用するつもりでいたが、ジュリアスの純粋さに次第に心を許していく。
200回以上駐車違反の罰金を踏み倒し免許証の更新も出来ず逮捕されたが、刑務所に迎えに来たジュリアスが保釈金と車の保管料を支払って保釈された。
終盤でウェブスターを倒し、燃料噴射装置を本来の持ち主に返して報酬をもらい、借金を返済出来た。取引で得た500万ドルもジュリアスに返還させられたが、400万ドルだと偽って100万ドルをくすねている。
マーニー・メイソン
演 - ケリー・プレストン
ヴィンセントの行きつけの店のウェイトレス。リンダの妹。ジュリアスに好意を寄せ、最終的に結婚した。
リンダ・メイソン
演 - クロエ・ウェッブ
ヴィンセントの行きつけの店のウェイトレス。マーニーの姉。ヴィンセントのガールフレンドで素行不良な彼と付き合い続ける献身的な性格。最終的にもヴィンセントと結婚した。
メアリー・アン・ベネディクト
演 - ボニー・バートレット
政府の極秘実験に参加した才色兼備の女性。そして、ベネディクト兄弟の実の母。芸術家村を運営しており、侵入してきたベネディクト兄弟に会うが、トラヴェン教授から死産だったと聞かされていたため、「母親だ」と言う2人の話を信じず、地上げ屋と勘違いし「メアリー・アンは亡くなった」と嘘をついて追い返した。
終盤で2人がベネディクト兄弟と名と写真が載った新聞記事を目にし、2人の話が真実だったと悟る。その後、実験の責任者であったトラヴェン教授を訪ね、自分を騙したことを詰って殴り倒した。その後、ベネディクト商会へ訪れ、2人と再会する。
ウェブスター
演 - マーシャル・ベル
運び屋。燃料噴射装置を積んだキャデラックを駐車場から運ぶ手筈だったが、ヴィンセントに車を盗まれたため、彼を狙う。終盤でベネディクト兄弟から現金だけ横取りして兄弟共々射殺しようとしたが、ジュリアスの機転で頭上に鎖付きのフックを落とされて生き埋めにされてしまった。
ビートルート・マッキンレー
演 - トレイ・ウィルソン
ウェブスターが最初取引しようとしていた取引先の上司。盗難エンジンを売りさばこうとしていた。
ヴィンセントに500万ドルを支払って、ジェット用の燃料噴射装置を積んだキャデラックを出した直後、ウェブスターに銃で狙撃されて死んだ。
アル・グレコ
演 - デヴィッド・カルーソ
立体駐車場の受付だが、高級車が入車するとヴィンセントに情報を流し、盗みを手伝う小悪党。中盤でウェブスターに拘束されて「さて、お前さんの親友の場所を教えてもらおうか？」とピストルを頭に突きつけられて脅される。
ミッチェル・トラヴェン教授
演 - ネヘマイア・パーソフ
究極の人間を作り出そうとしたプロジェクトの責任者。研究所まで押しかけたベネディクト兄弟を一度はシラを切って追い返すが、かつてプロジェクトメンバーらと撮った写真をジュリアスから見せられたことで観念し、閉鎖された研究室まで案内して真相とメアリー・アンの居場所を告げる。
その後、真実を知ったメアリー・アンに「この薄汚いウソつき！」と罵倒され、顔面を殴られる。
クレイン3兄弟
演 - トム・マクライスター、モーリー・チェイキン、デビッド・エフロン
ベネディクトに金を貸しているチンピラ兄弟。三兄弟で長男がボブ、次男がバート、三男がモリス。
モリスは借金の取立てにヴェネディクト商会に押しかけたついでにヴィンセントを痛めつけていたが、ジュリアスに返り討ちにされ、右腕を骨折し、むち打ち症になる。
その後、3人でベネディクト宅に押しかけるが、先客のウェブスターに「面白い血族だ。」とけなされ、バートとモリスの2人はピストルで脚を撃たれる。
母親を探してテキサスへ向かうベネディクト兄弟を追い、ついにとある酒場で二人を見つけ、メイソン姉妹を人質に「ヴィンス、今日と言う今日は借金返済の猶予は無しだ。」と兄弟を駐車場へ連れて行き制裁を加えようと目論むが、ジュリアスの機転と腕力によって、応援に呼んだ従兄弟のサムとデーヴ共々ノックアウトされる。

## キャスト
| 役名                         | 俳優                                | 日本語吹替   | 日本語吹替     | 日本語吹替 |
| 役名                         | 俳優                                | ソフト版     | テレビ朝日版   |            |
| ---------------------------- | ----------------------------------- | ------------ | -------------- | ---------- |
| ジュリアス・ベネディクト     | アーノルド・シュワルツェネッガー    | 堀勝之祐     | 玄田哲章       |            |
| ヴィンセント・ベネディクト   | ダニー・デヴィート                  | 内海賢二     | 樋浦勉         |            |
| マーニー・メイソン           | ケリー・プレストン                  | 勝生真沙子   | 佐々木優子     |            |
| リンダ・メイソン             | クロエ・ウェッブ                    | 幸田直子     | 藤田淑子       |            |
| メアリー・アン・ベネディクト | ボニー・バートレット                | 谷育子       | 中西妙子       |            |
| ウェブスター                 | マーシャル・ベル                    | 筈見純       | 谷口節         |            |
| ビートルート・マッキンレー   | トレイ・ウィルソン                  | 村松康雄     | 麦人           |            |
| アル・グレコ                 | デヴィッド・カルーソ                | 秋元羊介     | 牛山茂         |            |
| グレンジャー                 | ヒュー・オブライエン                | 糸博         | 阪脩           |            |
| ミッチェル・トラヴェン       | ネヘマイア・パーソフ                | 石森達幸     | 藤本譲         |            |
| ワーナー                     | トニー・ジェイ                      | 大木民夫     | 内田稔         |            |
| バート・クレイン             | モーリー・チェイキン                | 小関一       | 増岡弘         |            |
| ボブ・クレイン               | トム・マクライスター                | 沢木郁也     | 広瀬正志       |            |
| モリス・クレイン             | デビッド・エフロン                  | 笹岡繁蔵     | 島香裕         |            |
| 若い頃のメアリー・アン       | ヘザー・グラハム （クレジットなし） | 台詞なし     | 台詞なし       |            |
| ピーター・ガーフィールド     | ピーター・ドヴォルスキー            | 津田英三     | 千田光男       |            |
| 修道院長                     | フランセス・ベイ                    | 竹口安芸子   | 瀬能礼子       |            |
| バズビー                     | ローズマリー・ダンズモア            | 滝沢ロコ     | 鵜飼るみ子     |            |
| トニー                       |                                     | 糸博         | 仁内建之       |            |
| ギルバート・ラーセン         | ロバート・ハーパー                  | 稲葉実       | 佐藤正治       |            |
| アグネス                     |                                     |              | 滝沢久美子     |            |
| バイカー                     | S・A・グリフィン                    |              | 金尾哲夫       |            |
| 島の男                       |                                     |              | 曽我部和恭     |            |
| 秘書                         | エリザベス・ケイトン                |              | 小林優子       |            |
| 少年                         | ニコラス・シェイク                  |              | 亀井芳子       |            |
| その他                       | N/A                                 | 岩坪理江     | N/A            |            |
| 日本語版制作スタッフ         |                                     |              |                |            |
| 演出                         | 演出                                | 伊達康将     | 伊達康将       |            |
| 翻訳                         | 翻訳                                | 島伸三       | たかしまちせこ |            |
| 調整                         | 調整                                |              | 熊倉亨         |            |
| 効果                         | 効果                                | リレーション | リレーション   |            |
| 制作                         | 制作                                | 東北新社     | 東北新社       |            |

- ソフト版：1990年3月23日発売のVHSに初収録
- テレビ朝日版：初回放送1991年10月13日『日曜洋画劇場』

現在、再放送はソフト版が使用されることが多い（ザ・シネマやスターチャンネルなどの有料衛星放送においてテレビ朝日版の不定期放送が行われる場合がある）。

## 評価
レビュー・アグリゲーターのRotten Tomatoesでは43件のレビューで支持率は42%、平均点は4.80/10、批評家の一致した見解は「要求が厳しくない観客にはささやかな楽しみを少しだけ与えてくれるものの、『ツインズ』は設定の奇抜さにあまりに依存しすぎていて物語としての欠点を克服できていない。」となった。Metacriticでは13件のレビューを基に加重平均値が53/100となった。

## その他
バーで演奏しているバンドのギタリストはジェフ・ベックで、実際に演奏している。